# Talabrica donharrisi
Talabrica donharrisi is een tweekleppigensoort uit de familie van de Crassatellidae. De wetenschappelijke naam van de soort is voor het eerst geldig gepubliceerd in 1992 door Healy & Lamprell.